# Ideja
Ideja (od antičko-grčkog  ἱδέα) je termin koji se koristi u svakodnevnom govoru ali i značajan pojam promišljanja unutar filozofije. Ideja je tako filozofska veličina koja različitim pristupima upućuje ne koncept apriorne mentalne slike. Po Platonu ideja je temelj ontološke stvarnosti, ona je praslika. Po njemu ideje stvaraju motiv preko kojega biva svijet, to su forme s kojima ga je Demijurg stvorio. Po Kantu ideja je praslika uporabe razuma, transcendentan pojam koji prekoračuje granicu saznatljivosti. Hegel ideji daje atribut jedino realnog bića. Po njemu ona je pojam, realitet pojma i jedinstvo jednog i drugog, ona je vječno proizvođenje. Po Šopenhaueru ona je svaki određeni i čvrsti stupanj objektivizacije volje, ona je stvar po sebi koja je tuđa mnoštvu, njeni se stupnjevi prema svim pojedinim stvarima odnose kao njihovi vječni oblici ili njihovi obrasci.

## U Analitičkoj psihologiji
Shvaćanje ideje kao primarne, osnovne, odnosno apriorne egzistentne količine Jung pripisuje njenoj vezi s iskonskom slikom. Po njemu ideja nastaje kao i arhetip svugdje i svagda, ali se razlikuje po njenoj racionalnoj obradi na koju značajan utjecaj imaju vrijeme i okolnosti. Ideja vodi porijeklo iz iskonske slike i od nje dobiva kvalitet samostalnosti, to je razlog što joj neki filozofi pripisuju transcendentalnost. Po njemu ideja nije transcendentna, tu kvalitetu pripisuje iskonskoj slici koja je bezvremena, jer je oduvijek i svugdje kao sastavni dio dana ljudskom duhu. Iskonska slika nikada nije načinjena, ona postoji oduvijek te iz sebe ulazi u opažanje. Po Jungu ideja je psihološka količina koja u svojoj praktičnosti ne određuje samo mišljenje, već i osjećanje. Za introvertni stav ona predstavlja primum movens, za ekstravertni ona je produkt.